# Sigfrid Öberg
Sigfrid Öberg   (Estocolm, 22 de gener de 1907 - Estocolm, 2 d'abril de 1949) va ser un jugador d'hoquei sobre gel suec que va competir durant les dècades de 1920 i 1930.
El 1928 va prendre part en els Jocs Olímpics de Sankt Moritz, on guanyà la medalla de plata en la competició d'hoquei sobre gel.
A nivell de clubs jugà amb l'Hammarby IF, amb qui guanyà quatre lligues sueques, el 1932, 1933, 1936 i 1937.